# Hoolock leuconedys
Hoolock leuconedys (Хулок східний) — вид приматів з роду Hoolock родини Гібонові.

## Поширення
Цей вид знаходиться на півдні Китаю (західний Юньнань) і північному сході М'янми. Населяє первинні вічнозелені, чагарникові й напів-листяні пагорбові ліси, а також гірські широколисті і переважно соснові ліси до 2700 м у висоту. 

## Морфологія
Середня довжина 81 см. Самці важать в середньому 6,9 кг, самиці 6.1 кг. Без хвоста з довгими руками. Самці майже чорного кольору, тому білі брови дійсно виділяються. Самиці сіро-коричневі й навколо шиї хутро трохи темніше.

## Стиль життя
Стиглі плоди складають більшу частину його раціону. 

## Загрози та охорона
Загрожує втрата середовища існування та полювання. Цей вид занесений в Додаток I СІТЕС. Проживає у кількох ПОТ.